# PC-9
PC-9（英語：PC-9）是一款瑞士 皮拉圖斯飛機公司生產製造的單發螺旋槳發動機、下單翼、前後串聯座椅的教練機。PC-9教練機是PC-7的改進型。

## 概述
PC-9 是PC-7的升級版。 它保留了其前身的整體佈局，但幾乎沒有相同結構。並且，PC-9的駕駛艙更大，帶有階梯式彈射座椅，還配備了腹側空氣製動器。

  PC-9 計劃於 1982 年正式啟動。第一架PC-9原型機首飛於1984年5月7日。第二架原型機於7月20日試飛。同年，該原型機安裝了所有標準電子飛行儀表和環境控制系統，基本與生產版本沒有差異。

  認證於 1985年9月獲得。雖然，PC-9 在皇家空軍教練比賽中輸給了肖特巨嘴鳥教練機。然皮拉圖斯在比賽期間與英國航空航天公司建立營銷聯繫並與沙烏地阿拉伯通過鴿子I軍購案，達成第一筆訂單。

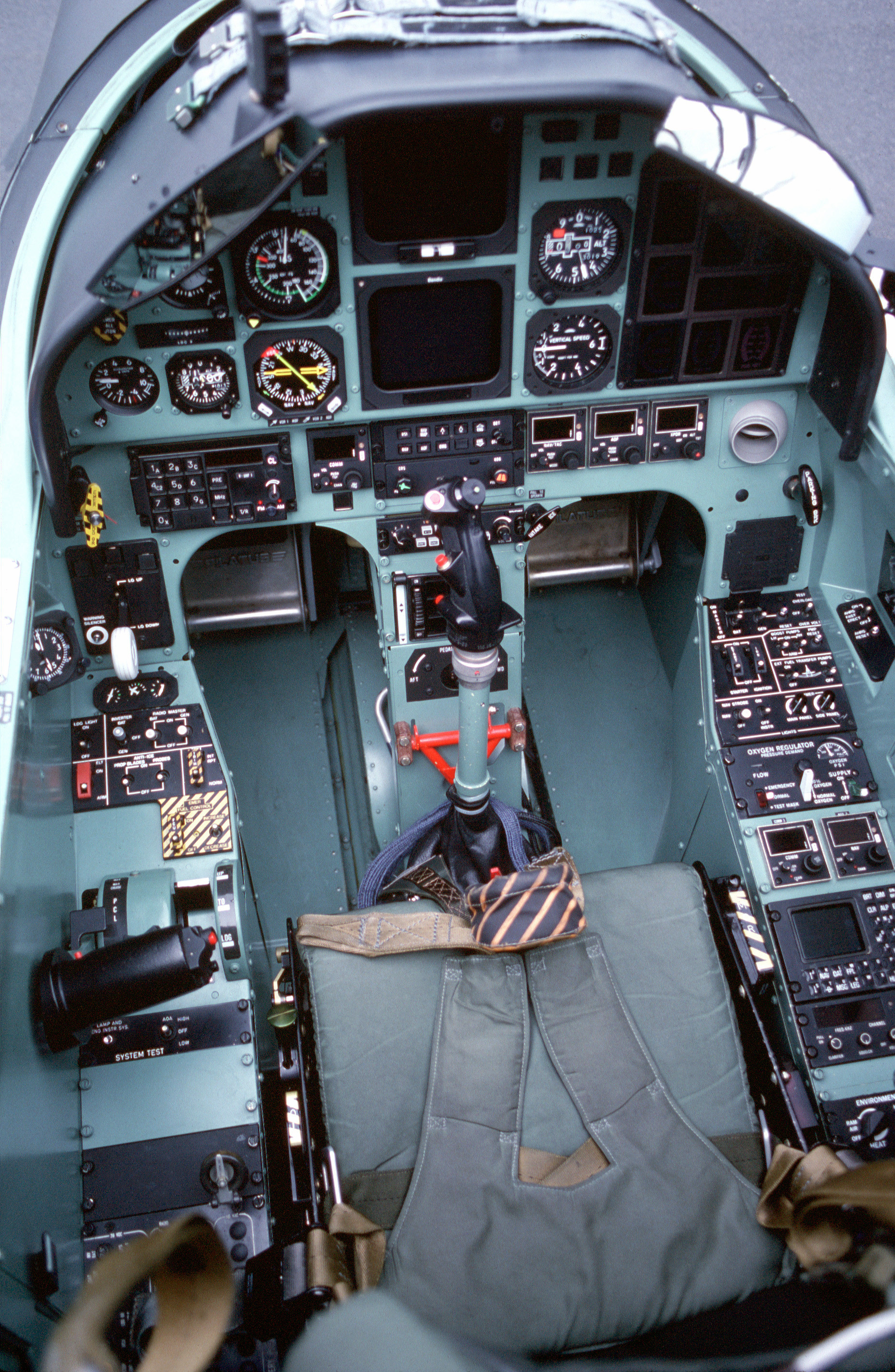
駕駛艙儀錶盤

  截至2004年，已經建造了250多架。

## 型號
PC-9A:澳大利亞型，自1986年7月主要由澳大利亞德哈維蘭和政府飛機製造廠授權生產

PC-9B:德國型，從1990年9月起向德國交付了10架，增大燃油容量，續航時間增加。

PC-9 MICII:美國空/海軍聯合初級教練機系統（JPATS）改進型。

PC-9M:改進版，使之更容易操控，最後一單於2017年售予愛爾蘭。

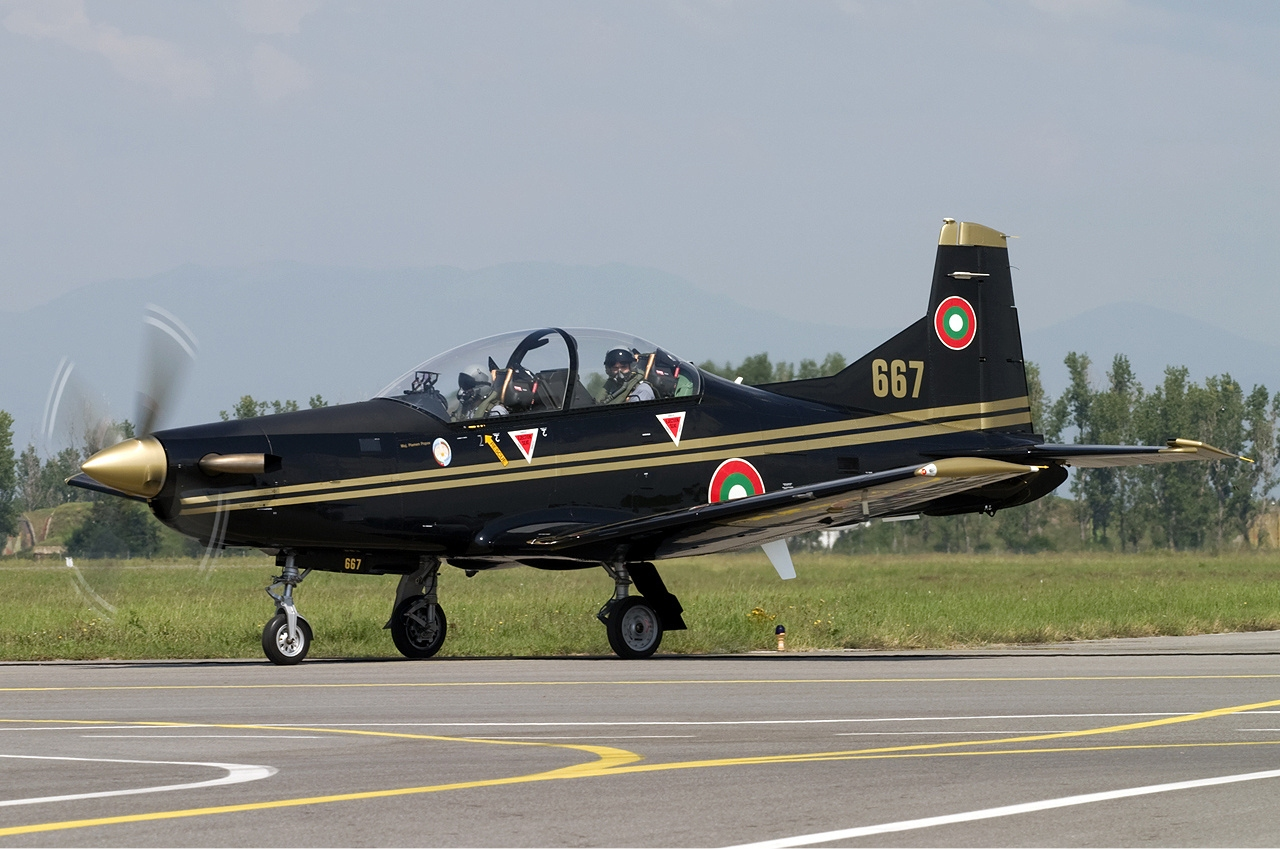
保加利亞的PC-9M

## 服役

### 現役
- 安哥拉
- 保加利亚
- 爱尔兰
- 墨西哥
- 緬甸
- 阿曼
- 斯洛維尼亞
- 泰國
- 賽普勒斯

### 已退役

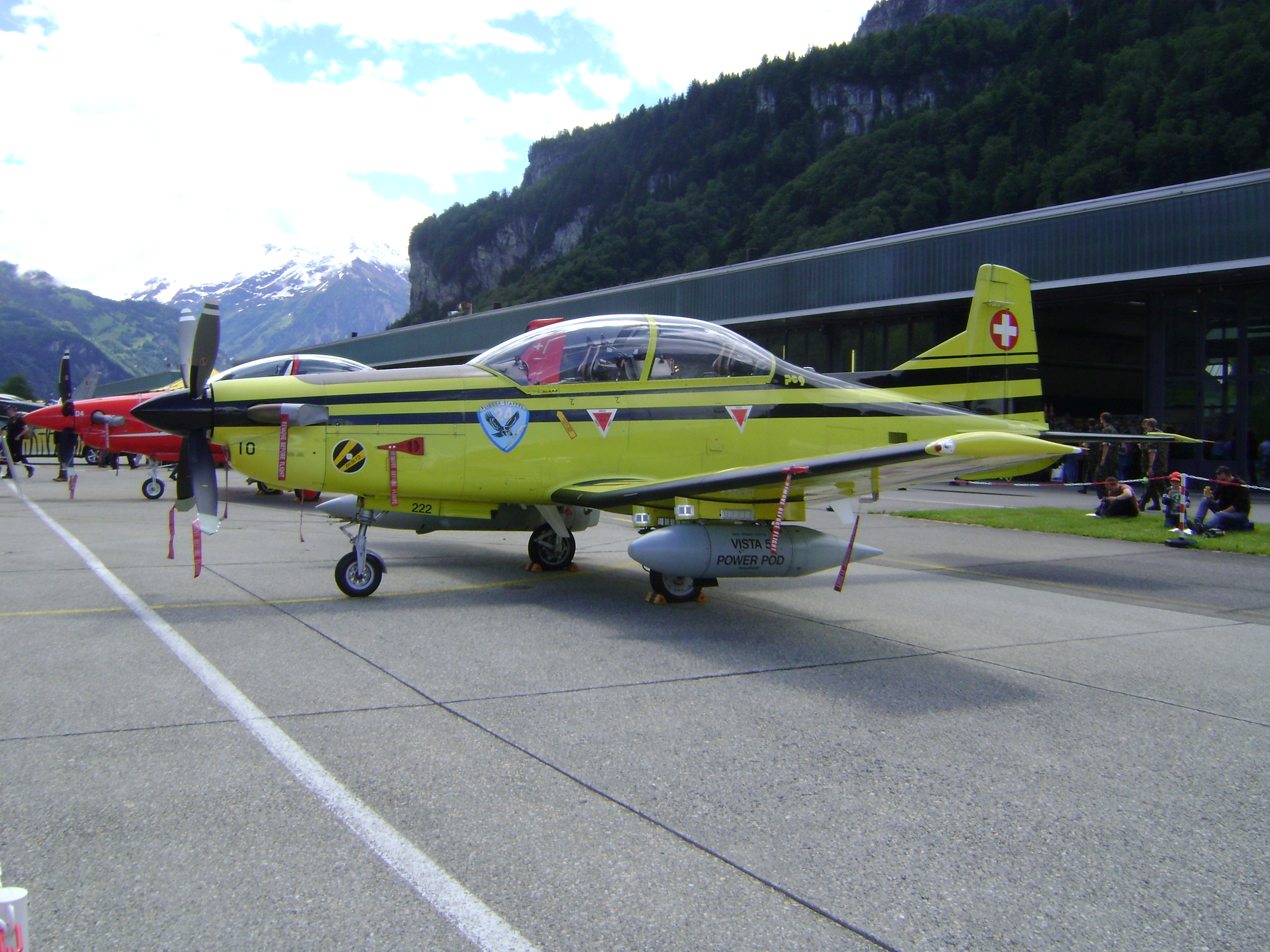
瑞士空軍的PC-9

- 美国
- 伊拉克
- 瑞士

## 相關機型
- P-3
- PC-6
- PC-7
- T-6 Texan II
- PC-21

## 外部連結
（页面存档备份，存于）

 （页面存档备份，存于）